# ریس گرینوود
ریس گرینوود (انگلیسی: Rees Greenwood؛ زادهٔ ۱۰ دسامبر ۱۹۹۶) بازیکن فوتبال اهل بریتانیا است.
از باشگاه‌هایی که در آن بازی کرده‌است می‌توان به باشگاه فوتبال فالکیرک اشاره کرد.
وی همچنین در تیم ملی فوتبال زیر ۲۰ سال انگلستان بازی کرده‌است.